# Иноятов, Рустам Расулович
Рустам Расулович Иноятов (род. 22 июня 1944, Шерабад Сурхандарьинская область, УзССР, СССР) — бывший советник Президента Республики Узбекистан по политико-правовым вопросам, член Сената Олий Мажлиса Республики Узбекистан с 2018 года, председатель Службы национальной безопасности Республики Узбекистан в 1995—2018 годах, генерал-полковник (1999).

## Биография
Рустам Расулович Иноятов родился в городе Шерабад Сурхандарьинской области. Отец — Расул Иноятов, полковник КГБ.
с 1965 года по 1967 год работал бетонщиком в Ташкентском строительном тресте, одновременно проходил обучение в университете. В 1968 году окончил факультет иранской филологии Ташкентского государственного университета.
После окончания университета проходил службу в рядах Советской армии. Во время прохождения военной службы был принят на службу в КГБ СССР. Работал на различных офицерских должностях в КГБ УзССР, в ПГУ КГБ СССР.
В 1976—1981 годах — сотрудник резидентуры в Афганистане под дипломатическим прикрытием.
С 27 июня 1995 года — председатель Службы национальной безопасности Республики Узбекистан. Ранее занимал в ведомстве должность первого заместителя председателя.
В 1996 году присвоено звание «генерал-лейтенант», в 1999 — «генерал-полковник».
С 1999 года по 2020 годы являлся Президентом Федерации тенниса Узбекистана.
31 января 2018 года Рустам Иноятов был освобожден от должности председателя Службы национальной безопасности Республики Узбекистан, и назначен на должность государственного советника президента Республики Узбекистан. 15 ноября 2021 года освобожден от этой должности
Внесён в чёрный список Европейского Союза.
Рустам Иноятов считается одним из самых влиятельных людей в Узбекистане — «демиургом» узбекской политики.

## Награды
- Почётная грамота Республики Узбекистан (1994)[2]
- Орден «Дустлик» (1995)[8]
- Орден «Шон-Шараф» II степени (1999)[9]
- Орден «Шон-Шараф» I степени (2003)[10]
- Орден «Фидокорона хизматлари учун» (2006)[11]